# Eduard Röell
Jhr. mr. Eduard Röell (Semarang, 8 oktober 1937 - De Bilt, 23 augustus 2002) was een Nederlands ambassadeur.

## Familie
Röell was een lid van de adellijke familie Röell en een zoon van jhr. mr. Theodoor Röell (1907-1987), voorzitter van de AVRO en lid van de gemeenteraad van Baarn en diens eerste echtgenote Johanna Maria Smit (1908-1942). Hij trouwde in 1963 met Saskia de Lange (geb. 1939- overl. 2024) met wie hij drie kinderen kreeg.

## Loopbaan
Röell was onder andere Nederlands ambassadeur in Colombia en in Zuid-Afrika. Hij kwam in de publiciteit toen hij in 1996 plotseling na 3,5 jaar werd overgeplaatst uit Zuid-Afrika, vlak voor het staatsbezoek van koningin Beatrix aan dat land. Die zou Röell niet willen ontmoeten nu hij in Zuid-Afrika verbleef met zijn vriendin, in plaats van met zijn wettige echtgenote. De toenmalige minister van Buitenlandse Zaken Hans van Mierlo heeft een en ander altijd ontkend. Bovendien was op het moment van overplaatsing die voormalige vriendin al lang uit het zicht van Röell verdwenen. 
De redenen voor Beatrix zouden er in hebben gelegen dat Röell te vroeg uit de school geklapt had over dit staatsbezoek aan Zuid-Afrika, voordat het protocollair rond was, en bovendien in 1994 tijdens een privébezoek van Willem-Alexander aan Zuid-Afrika ongewenste publiciteit had gezocht. Tijdens een informeel praatje met de pers in Zuid-Afrika noemde Beatrix alle commotie over haar vermeende bemoeienis "complete onzin". 
De overplaatsing bleek uiteindelijk te berusten op een verkeerde interpretatie door de secretaris-generaal (SG) van het ministerie van Buitenlandse Zaken van de opinie van Van Mierlo in dezen; de SG had gemeend dat Van Mierlo inderdaad aan de wens van de koningin tegemoet had willen komen, en had haar dat vervolgens meegedeeld. Van Mierlo daarentegen had juist niet aan haar wens gehoor willen geven, maar toen de SG eenmaal de beslissing had meegedeeld aan Beatrix, kon hij niet meer terug.
Röell werd na Zuid-Afrika ambassadeur van Nederland in België in Brussel.